# Anthrax institutus
Anthrax institutus är en tvåvingeart som beskrevs av Walker 1852. Anthrax institutus ingår i släktet Anthrax och familjen svävflugor. Inga underarter finns listade i Catalogue of Life.